# Saxipoa saxicola
Saxipoa es un género monotípico de plantas herbáceas perteneciente a la familia de las poáceas. Su única especie: Saxipoa saxicola, es originaria de Australia.

## Taxonomía
Saxipoa saxicola fue descrita por (R.Br.) Soreng, L.J.Gillespie & S.W.L.Jacobs y publicado en Australian Systematic Botany 22(6): 407, f. 1C, 3. 2009.
Sinonimia
- Poa saxicola R. Br.[3][4]